# 澳門輕軌東線澳氹海底隧道
澳門輕軌東線澳氹海底隧道是澳門一條單孔跨海盾構隧道，跨越外港航道及澳門水道，連接澳門半島新城A區ES5站及氹仔島新城E1區ES6站，全長約3公里。海底隧道作為輕軌東線南段設計連建造工程的一部分，由中國建築集團及隧道股份合作經營承建，盾構機「澳氹一號」於2025年1月在上海市正式下線。

## 歷史

### 初步規劃：擬與第四通道共構
2010年由土地工務運輸局下的新城填海區規劃工作小組發表了新城填海區規劃第一階段公眾諮詢，提出完善環城快速通道，在新城A區新城E1區之間興建跨海通道連接澳氹。
2011年10月，土地工務運輸局第二階段公眾諮詢明確雙環雙軸的外環道系統，以海底隧道方式連接澳氹，當時更保留一段通道作輕軌東軸線隧道。

### 重新研究及規劃
2015年7月，工務局突然提出新城區總體規劃第三階段公眾諮詢，普遍市民已認同第四通道以全天候的隧道模式興建，工務局突然提出隧道方案不建議設立電單車專道，並在9月重新諮詢第四通道的橋樑及隧道方案。
2015年11月，時任行政長官崔世安發表的2016年度特區施政報告，政府宣布已決定第四通道採用橋樑方案。 
2015年12月，土地工務運輸局正式公佈澳氹第四通道規劃，改為以橋樑方式建造，比較方案資料極之精簡，只得一頁紙八項資料，相當粗糙，無造價、無接駁路網示意圖、無颱風期間的風速評估，沒有提及過原來預留給輕軌通行的管道，而橋樑造價隧道方案低，設有電單車專道，施工期約4年，比隧道方案短兩年，造價方面比隧道貴2倍，保養維修費則貴2.5倍。橋樑方案會通過設置風障減低風阻，並聲稱設計「橋面與地面行駛環境將相若」。
2018年1月5日，運建辦提出全新輕軌路線（東線），由關閘經新城A區到達氹仔北安碼頭，並於短期內展開研究，但跨海方式沒有提及是使用橋樑或海底隧道方式規劃興建。

### 改以獨立通道方式規劃興建
2020年5月，運輸工務司司長羅立文表示，澳氹第四條跨海大橋已於2020年3月26日正式動工，隨後時任建設發展辦公室主任林煒浩補充，有關第四跨海大橋以及東線走線方面，研究單位主要就第四跨海大橋做一個綜合比算，包括建設條件、電單車專道、工期造價、運營成本等，認為建造橋樑有一定優勢。首次提到興建專用海底隧道供澳門輕軌東線行駛並通過，大橋與東線專用海底隧道採取分開建設，目的是考慮需要配合兩個新城區A區和新城E1區的落腳點，因此選擇各自線路，橋樑規劃於新城A區有3個出口；新城E1區有2個出口。如共建的話，選擇性會較低，因此建設發展辦公室最後選擇各自合適線路及結構的方案。
2020年9月5日，政府《輕軌東線方案》展開為期60日公開咨詢，首次明確東線全線將以隧道方式興建，其中包括興建一條海底隧道連接澳門半島新城A區及氹仔島新城E1區。
2021年4月30日，政府進行公開諮詢總結，指出社會普遍認同建設，而最多人關注的是「車站設計」和「走線方案」兩大議題。 在「走線方式」方面，大多數人偏向東線主高架橋方式興建，當局將對高架橋和隧道方式興建作出比較。
2021年9月，建設發展辦公室於該年3月11日將輕軌東線初步設計判給中鐵大橋勘測設計院集團有限公司澳門分公司，金額近9,000萬元，為期180天。中鐵大橋勘測設計院表示，在海底實施難度非常大，海底有障礙物、污水排水管道、內港和外港航道，以及近海的填海基礎設施、地質構造等不同，需要考慮邊界上的影響；海底隧道方案是免除與相鄰的澳氹第四條跨海大橋及友誼大橋結構上有互相交叉的干擾問題，同時考慮到惡劣天氣下要考慮颱風來襲時，要有一個過海交通不中斷，要有功能上的互補性考慮；在興建過程上將根據將根據海域條件和地質構造情況，對不同區段選擇不同的結構設計，達到方便施工及節省投入工程費用。
2022年10月26日，公共建設局批示，本線南段及北段設計連建造工程分別公開招標。其中南段工程全長4.8公里，將興建一段跨海隧道，最長總工期均為 1,500工作天。
2023年2月16日，輕軌東線南段的設計連建造工程進行公開開標，公共建設局共收到4份標書。項目共設18個工程節點，最長總設計連施工期1,500個工作天，將與北段同時施工；該招標屬於土建工程及附屬基建設施，而行車系統將為統一合併方式招標。經開標程序後，全部標書被接納。工程造價介乎澳門幣46億1千8百多萬至澳門幣48億8百萬，總工期(設計連施工)全部為1350工作天。
2023年4月下旬，公共建設局網站公佈招標結果，南段包括海底隧道工程由中國建築工程(香港)有限公司澳門分公司 / 中國建築工程(澳門)有限公司 / 上海隧道工程股份有限公司-澳門分公司 合作經營投得。造價分別為44.73億及48.08億元。

### 興建過程
2023年10月20日，輕軌東線工程舉行動工儀式，標誌著全線興建工程正式展開，工程當中包括涉及跨海盾構隧道。
2025年1月17日，南段項目盾构机“澳氹1号”正式在上海市下線。北段項目盾構機“濠江先鋒一號”亦於2025年1月9日下線。
2025年3月，盾构机“澳氹1号”在广东省广州市南沙区南沙货运码头装船啟程前往澳門。
2025年5月28日，“澳氹1號”盾構機始發。

## 設計
澳門輕軌東線工程分為南、北兩段，其中南段包括興建三座鐵路站及明挖隧道連接橋，同時興建一段單孔跨海盾構隧道連接位於澳門半島新城A區的ES5站及氹仔島新城E1區的ES6站，隧道計劃將採用12.1米直徑大盾構施工。
盾构机於2025年1月被正式命名為“澳氹1号”，整机总长126米，主机长14米，最小转弯半径为450米，作为澳门首个采用大直径盾构机进行建设的跨海隧道项目。
據中標聯營體之一的公司隧道股份介紹，該項目聯合采用直径12.52米的复合式泥水气压平衡盾构进行大直径盾构隧道建设。隧道全長3,015米，最大坡度為5.74%，依次下穿新城E1區的海堤、澳門水道（包括前往內港及伶仃洋航道）、外港航道、新城A区海岸堤坝和新城A區至新城B區跨海連接通道。另外為考慮救援需要，於ES5站及ES6站兩站臨海端設有備用消防救援車，方便消防人員及時到達著火點開展消防作業。

## 相關爭議
2016年，澳門特別行政區政府決定將第四通道改用跨海大橋方式興建（即現時的澳門大橋）；時任澳門立法會議員區錦新批評運輸工務範疇官員表示隧道方式不受惡劣天氣影響，但進入和離開隧道前後仍會受惡劣天氣影響；批評有關決定導致特區政府面臨龐大開支，導致第四通道與現時輕軌東線海底隧道要分開興建，揭示出澳門特區政府官僚主義問題嚴重，導致有關做法一買開三。
2018年12月7日，在運輸工務施政範疇討論上，司長羅立文表明已經放棄採用海底隧道方式興建第四通道，時任直選議員區錦新繼續批評有關做法，認為若以海底隧道方式興建可以讓市民在惡劣天氣下往返澳氹，同時預留通道給予澳門輕軌東線通過。
2019年3月，政府預計第四季完成澳氹第四條跨海大橋的工程判標，澳門街坊總會要求政府應有長遠目光預留設計供輕軌行駛的通道，提高輕軌營運效益，有效解決跨海交通問題。
2020年9月，特區政府就輕軌東線工程進行公開咨詢，傳新澳門協會理事長林宇滔表示支持興建，但不能接受沒預算、工期及客量分析的方案。他強調，諮詢應是有具體方案去讓公眾發表意見，而去作出公共的選擇，不是現在這樣。他建議不要將東線跨海連接段分開處理，重新檢視考慮將輕軌納入回第四通道中去做。林宇滔在另一專訪中表示，東線全線走地底，但沒有與第四通道一同考慮而導致工程開支必然大增，據審計署於2008年披露東線造價估算近200億元，令社會嘩然；他質疑政府為何不興建跨海隧道兼容輕軌及公路交通，另建一條跨海大橋的做法是絕不合理。
2020年9月19日，輕軌公司代表出席首場政府諮詢組織專場諮詢會上明確表示，雖然高架方案的造價會較地底方案低，但高架橋在跨海段將受天氣因素的制約亦較大，而現時提出的地底方案，在惡劣天氣條件下具備運作條件，對紓緩北區至氹仔區的龐大客流量有正面作用。東線方案顧問公司亦指出，東線若走高架，將影響景觀及A區中央綠廊的土地利用。
2022年10月，政府向立法議員介紹「東區-2」詳細規劃草案及輕軌東線，有議員憂慮採取地下方式興建導致成本過高，運輸工務司司長羅立文表示，因東線跨海部分走海底，「一落海底比較深，不可能爬回地面。」其後公共建設局局長林煒浩補充說，建輕軌要考慮A區作為新發展區，若輕軌行走在綠廊上面，他形容整個規劃會「打散曬」。

## 外部連結
- 澳門輕軌發展現況-東線 （页面存档备份，存于）
- 澳門輕軌東線工程介紹 （页面存档备份，存于）
- 公共建設局 - 輕軌東線南段設計連建造工程 （页面存档备份，存于）